# Laodike (Tochter des Kyknos)
Laodike (altgriechisch Λαοδίκη Laodíkē) ist in der griechischen Mythologie die Tochter des Kyknos (vermutlich Kyknos, der Sohn des Poseidon) und eine Kriegsgefangene und Beischläferin des Odysseus vor Troja.